# Pramadea crotonalis
Pramadea crotonalis là một loài bướm đêm trong họ Crambidae.